# اختيار صوفي (فلم)
اختيار صوفي (بالإنجليزية: Sophie's Choice) هو فيلم دراما تم إنتاجه في الولايات المتحدة وصدر في سنة 1982.

## طاقم التمثيل
- ميريل ستريب
- كيفين كلاين

### ترشيحات وجوائز
| السنة | الحدث | الفئة             | النتيجة  |
| ----- | ----- | ----------------- | -------- |
|       |       | أوسكار أحسن ممثلة | فـــــوز |

## الميزانية والإيرادات
بلغت تكلفة إنتاج الفيلم حوالي 9 ملايين دولار بينما حقق أرباحاً تقدر بـ 30,036,000 دولار.

## وصلات خارجية
- مقالات تستعمل روابط فنية بلا صلة مع ويكي بيانات

1. ↑  Box Office Information for Sophie's Choice.The Wrap. Retrieved April 4, 2013. نسخة محفوظة 17 نوفمبر 2017 على موقع واي باك مشين.
2. ↑  "Sophie's Choice". ميتاكريتيك. سي بي إس إنتراكتيف. مؤرشف من الأصل في 2018-01-14. اطلع عليه بتاريخ 2014-10-10.
3. ↑  "SOPHIE'S CHOICE (15)". المجلس البريطاني لتصنيف الأفلام. 11 يناير 1983. مؤرشف من الأصل في 2017-12-01. اطلع عليه بتاريخ 2014-10-10.